# Uí Dúnlainge
Gli Uí Dúnlainge (cioè nipoti di Dúnlaing) furono una delle dinastie reali del Leinster che si facevano risalire a Dúnlaing mac Énda Niada. Sarebbe stato cugino di Énnae Cennsalach, antenato eponimo della dinastia rivale degli Uí Cheinnselaig. Le loro pretese sul Leinster non trovarono più opposizione dopo la morte di Áed mac Colggen nella battaglia di Ballyshannon (19 agosto 738). La dinastia si divise in tre gruppi che regnarono a rotazione tra il 750 e il 1050: gli Uí Muiredaig (poi O'Toole) di Mullaghmast, gli Uí Faelain (poi O'Byrne) di Nás na Ríogh e gli Uí Dúnchada (poi FitzDesmond) delle Lyons Hill (nei pressi di Dublino). Dopo la morte di Murchad Mac Dunlainge mel 1042 il trono del Leinster tornò agli Uí Cheinnselaig.